# Dolichopteryx longipes
El pez duende de hocico marrón (Dolichopteryx longipes) es una especie de pez marino actinopterigio. Su nombre viene del griego dolichos (largo) + pteryx (ala, aleta) + longipes por sus largas aletas pélvicas.

## Morfología
La longitud máxima descrita es de 18 cm. Sin espinas en las aletas, con radios blandos de 10 a 11 en la aleta dorsal y 8 a 9 en la anal, cuerpo deprimido, las aletas pectorales son cortas y las aletas ventrales largas, cabeza relativamente grande, no tiene órganos de luz ventrales pero sí una línea de cromatóforo oscuros a lo largo del cuerpo por debajo de la línea lateral.

## Distribución y hábitat
Es un pez marino batipelágico de aguas profundas, oceanódromo, que vive en un rango de profundidad entre 500 y 2.400 metros. Se distribuye de forma probablemente muy amplia por aguas tropicales y templadas del norte del océano Atlántico y norte del océano Pacífico, abundante en California y el mar de la China Meridional.
Se alimentan principalmente de pequeños crustáceos, en particular los copépodos. Ovíparo, las larvas son plantónicas.